# 大日寺 (徳島市)
大日寺（だいにちじ）は、徳島県徳島市一宮町に位置する真言宗大覚寺派の寺院。大栗山（おおぐりざん）、花蔵院（けぞういん）と号す。本尊は十一面観音菩薩。四国八十八箇所第十三番札所、四国三十三観音霊場第五番札所。
- 本尊真言：おん まか きゃろにきゃ そわか
- ご詠歌：阿波の国一の宮とはゆうだすき　かけて頼（たの）めやこの世のちの世
- 納経印：当寺本尊、新奥之院・國中寺、四国三十三観音霊場

## 歴史
寺伝によれば、815年（弘仁6年）に空海がこの付近にある「大師が森」で護摩修行をしていると大日如来が現れてこの地が霊地であるから一寺を建立せよと告げた。そこでその大日如来の姿を刻み、堂宇を建立して本尊として安置し「大日寺」と称したという。
元は國中寺の場所にあり、船盡社（船盡神社・船盡比賣神社）の別当寺であった。
その後、伝承では平安時代末期に、阿波一宮が神山町の上一宮大粟神社にあるのでは不便ということで当地に分詞され阿波一宮神社が造られると当寺はその別当寺となった。一宮神社の別当だった神宮寺が廃絶したため、現在の所に移り一宮神社の別当寺になったとされる。
南北朝時代に、一宮神社の東の144.3ｍの山の頂近くに一宮城が造られ、その城主であった一宮氏が当神社を深く崇敬し大宮司を兼ねる関係であったため、その後の天正年間（1573年 - 1592年）に長宗我部元親の兵火によって一帯がすべて焼失し一宮氏は没落したが、江戸時代初期、徳島藩3代藩主になった蜂須賀光隆も当神社を崇敬し、当神社と当寺を再建した。
また、いつの頃か、当神社が札所になると当寺は納経所として、「本尊大日如来 一宮大明神 大栗山大日寺」と記帳するようになり、一宮寺とも呼ばれるようになっていた。
明治初期の神仏分離によって、当神社の本地仏であった行基作といわれる十一面観音を当寺の本堂に本尊として移され、それまでの本尊大日如来は向かって右の厨子に秘仏の脇仏とされ、当寺は神社の別当ではなくなった。
2008年（平成20年）には韓国の伝統舞踊家である金昴先が住職に就任し、四国八十八カ所で唯一の外国籍の住職となった。

## 境内
- 山門（薬医門）：以前は石柱門だけであったが平成になって四脚門が新築された。
- 本堂：本尊十一面観音は秘仏であったが、2014年以降、拝顔できるようになった。向かって右脇陣に青面金剛、同左脇陣に阿弥陀如来立像。また、四国三十三観音の観音立像と大師像が同右側に置かれている。
- 大師堂：拝顔できる（不定期）
- 地蔵堂祠
- しあわせ観音：合掌している手を模した中に観音像が入っている。
- 鐘楼

県道に面した山門を入ると向かいにしあわせ観音が見える。しあわせ観音を背にして右手に手水場があり、左に大師堂が建つ。右奥に入っていくと大師堂と向き合う形で本堂があり、その左手に地蔵堂がある。納経所はしあわせ観音の後にある。
- 宿坊：定員150名
- 駐車場：無料が遠くに15台。境内の近くに有料あり。

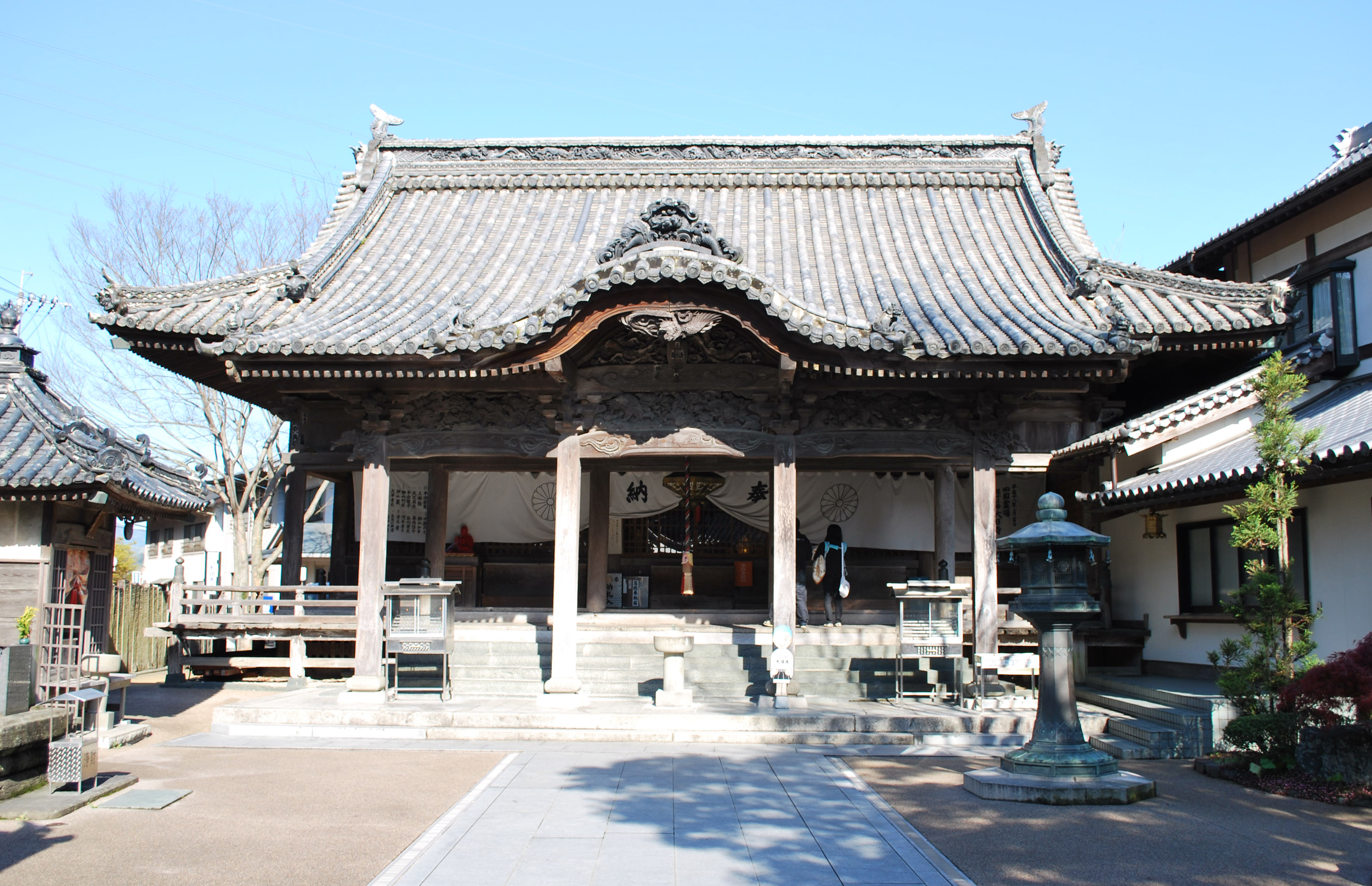
本堂
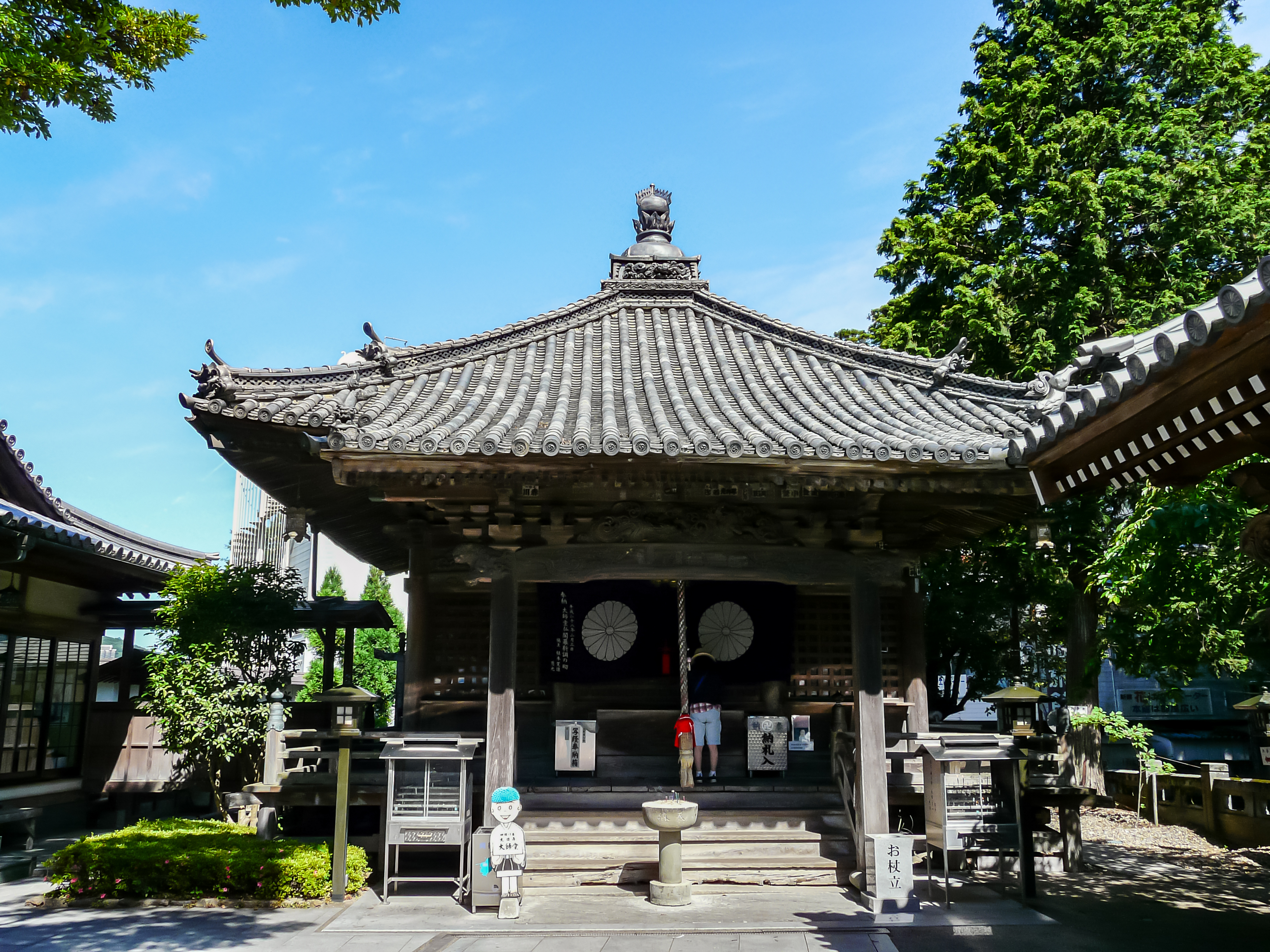
大師堂
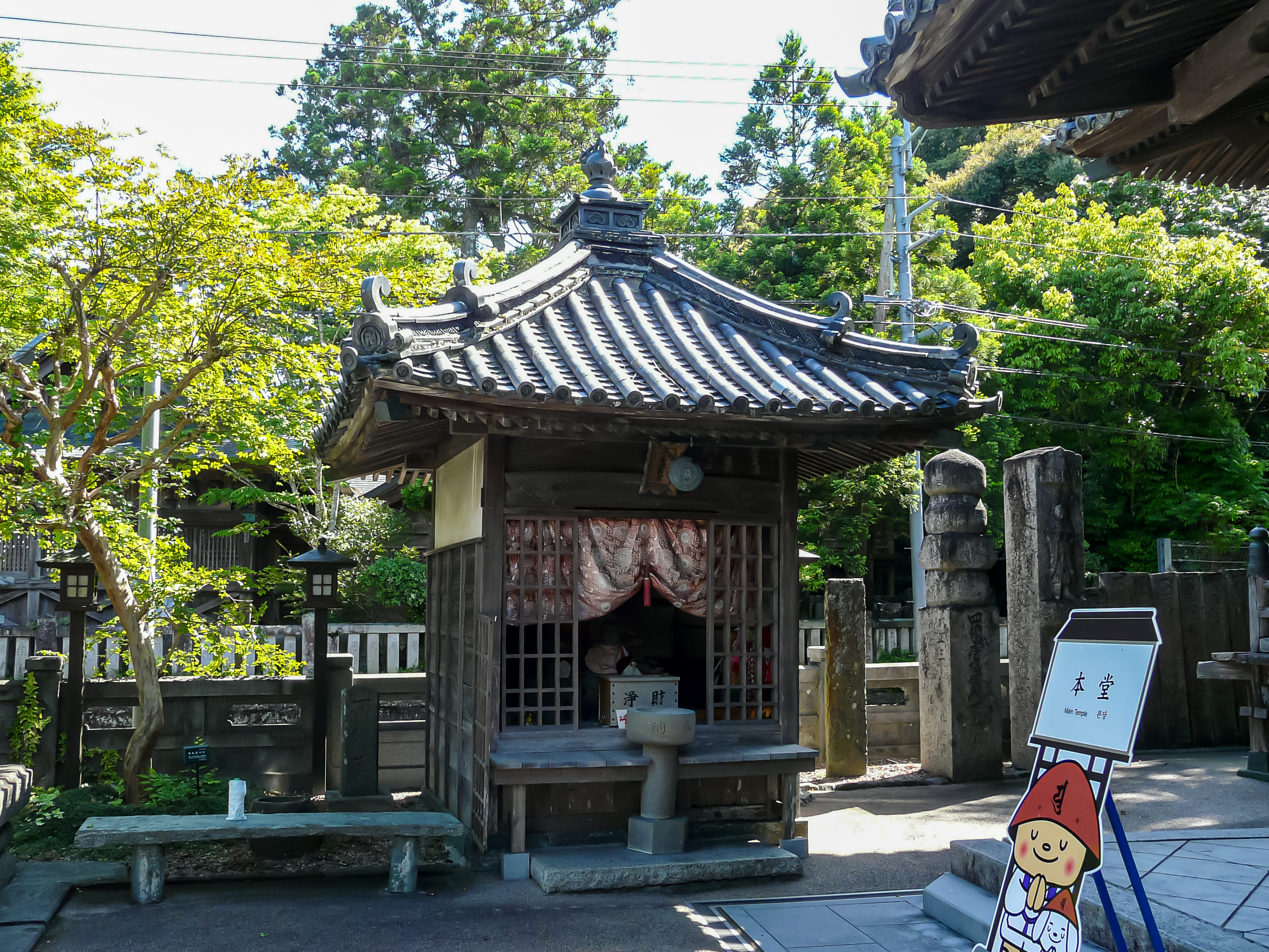
子安地蔵尊
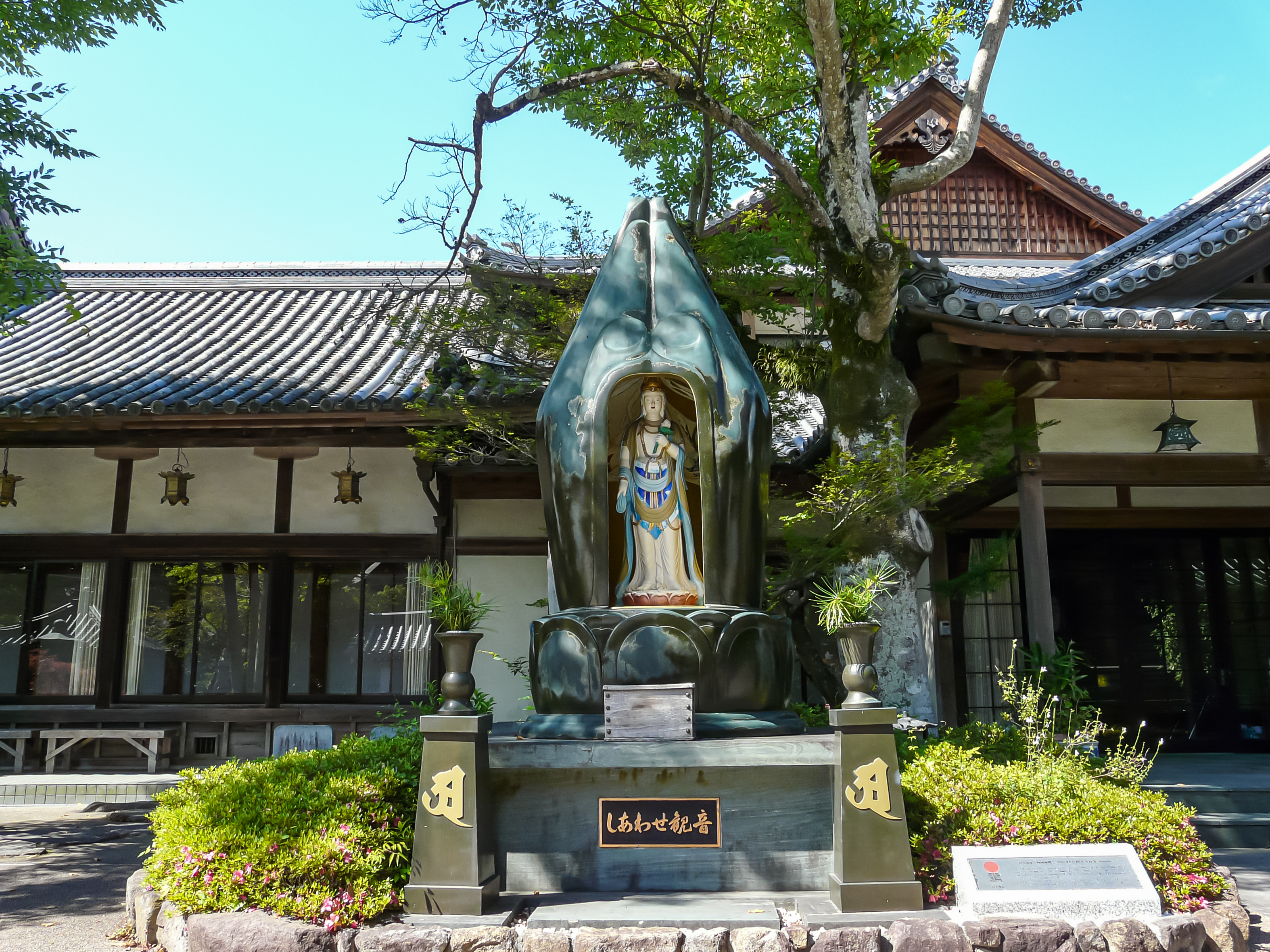
しあわせ観音
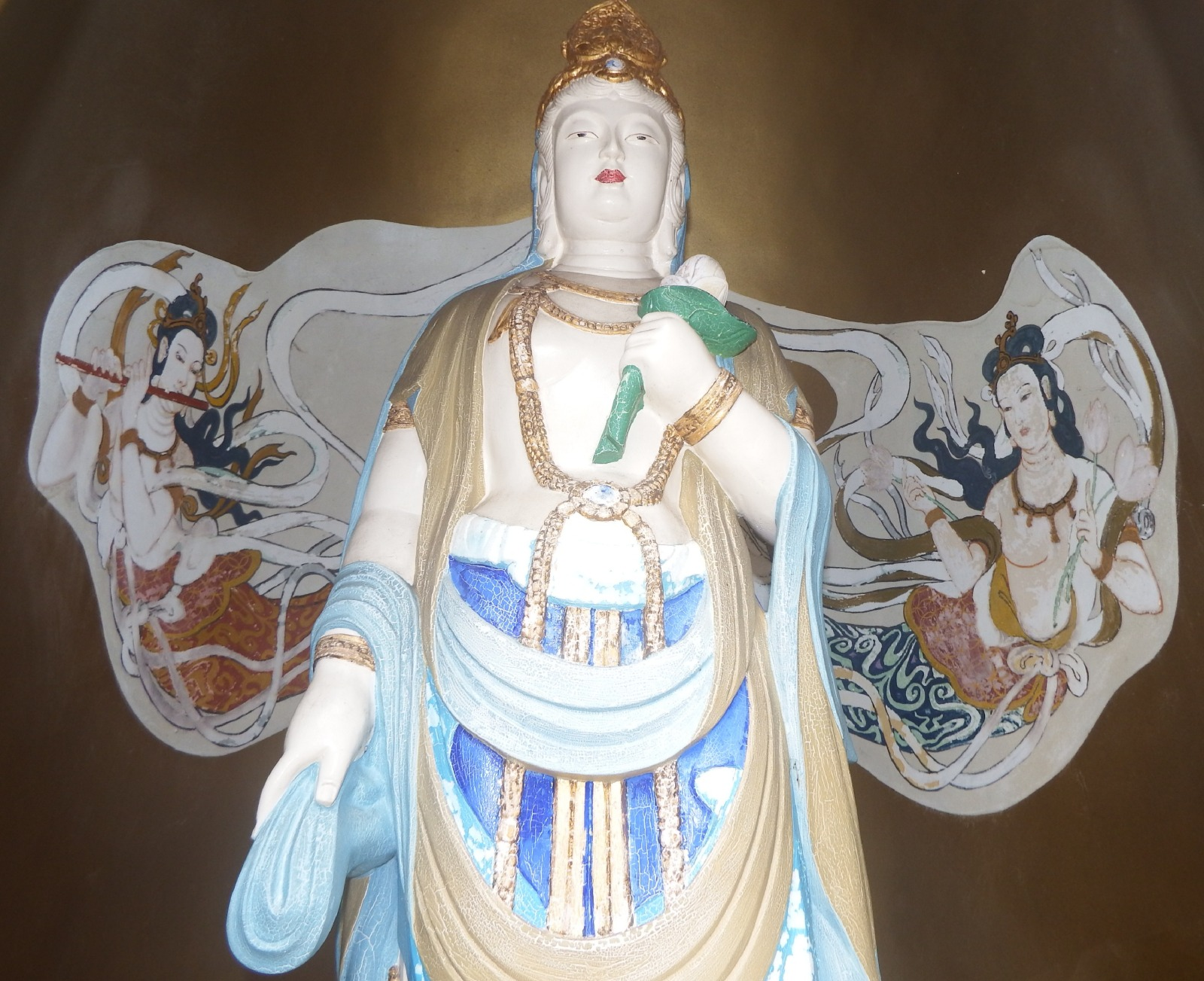
しあわせ観音
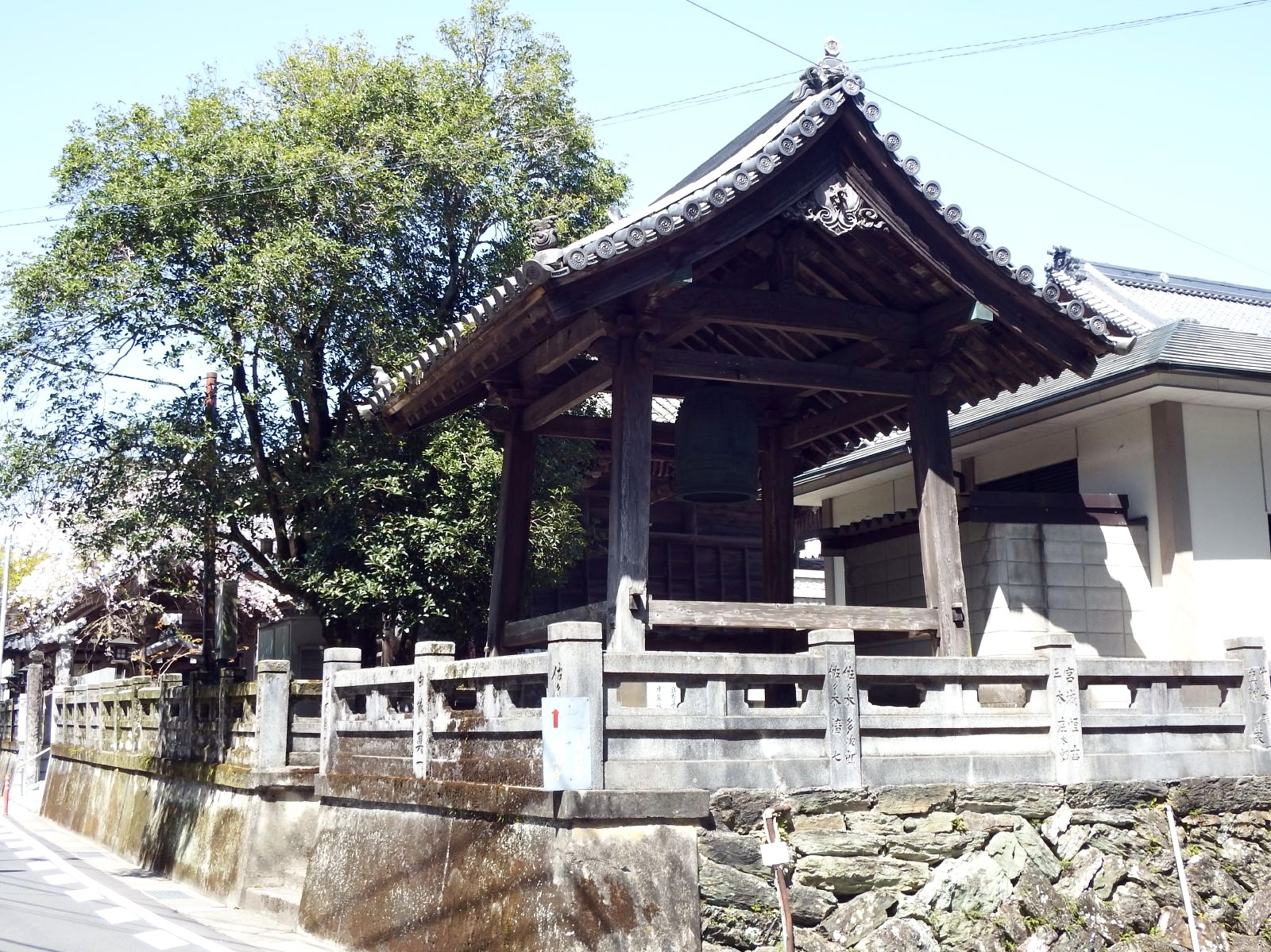
鐘楼

## 交通案内
鉄道
- 四国旅客鉄道（JR四国）徳島線 - 府中駅下車 (4.1 km)

バス
- 徳島バス 神山線（延命経由）・天の原西線・一宮線 「一の宮札所前」下車 (0.1 km)

道路
- 一般道：徳島県道21号神山鮎喰線 大日寺前 (0.1 km)
- 自動車道：徳島自動車道 藍住IC (11.1 km)、高松自動車道 板野IC (14.1 km)

## 奥の院
（奥の院） 建治寺
当寺より西方に聳える西龍王山の山頂近くにある。本尊は金剛蔵王大権現。眞念『四國徧禮道指南』では13番に奥院ありの旨が記されある。
- 所在地：徳島県徳島市入田町金治230 （建治寺）

（新奥の院） 國中寺
当寺より東へ約1kmのところにあり、当寺住職の兼務寺である。本尊は波切不動明王、遊戯観音。『阿波志』によると、旧大日寺と称すとある。
- 所在地：徳島県徳島市一宮町東丁191 （國中寺）

## 一之宮別当

一宮神社本殿

一宮神社拝殿

一宮神社
元札所。当寺より道路をはさんで南にあり、本殿（重要文化財）が当寺本堂と横に並ぶ。祭神は大宜都比売命・天石門別八倉比売命。
- 所在地：徳島県徳島市一宮町西丁237 （一宮神社）

## 前後の札所
四国八十八箇所
12 焼山寺 --(20.8 km)-- 13 大日寺 --(2.3 km)-- 14 常楽寺

## 周辺

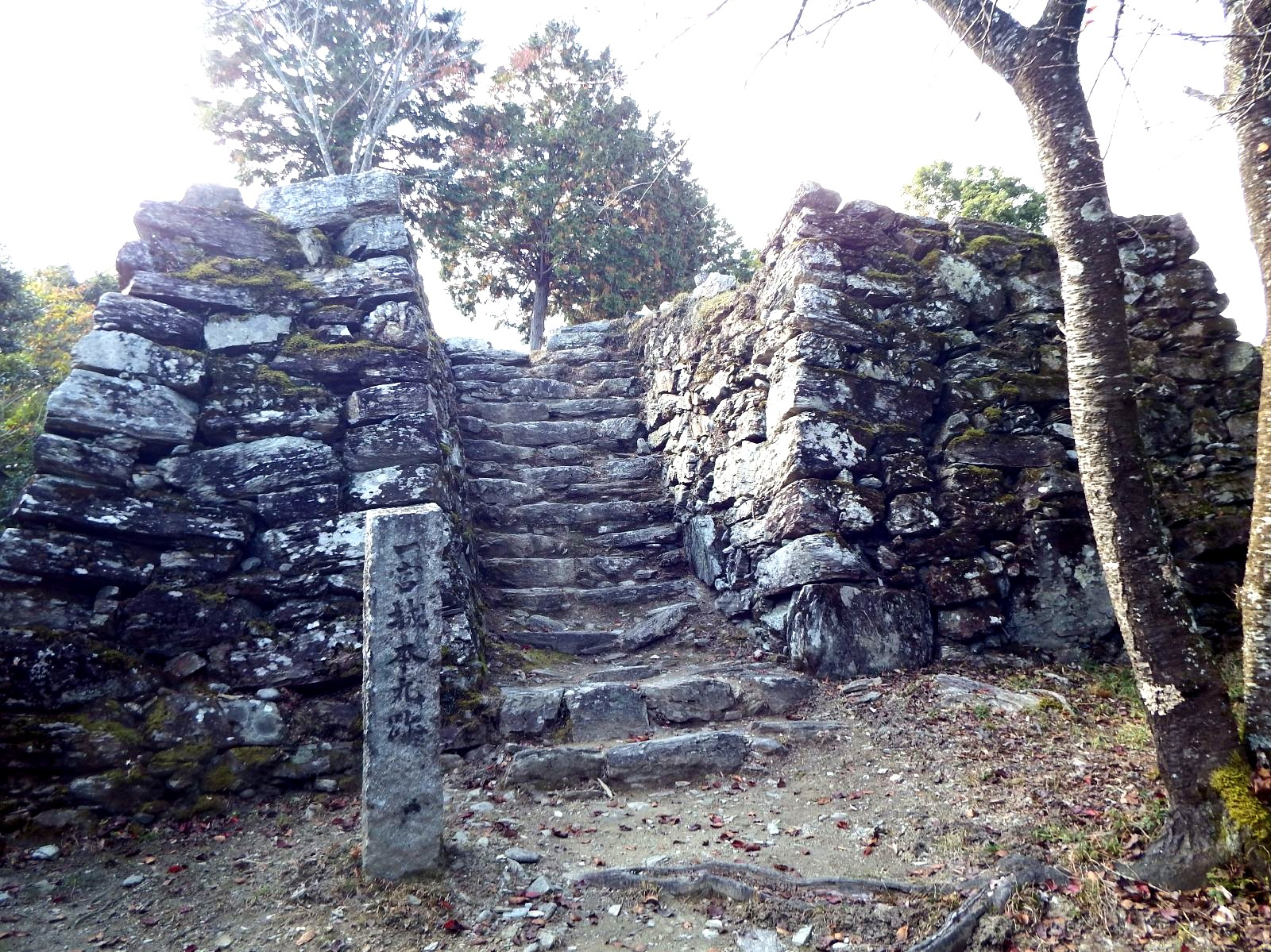
一宮城　本丸

- 一宮城：当寺より約3分の所に登城口があり、本丸まで650 mの整備された登城路で行くことができる。